# Conus anabathrum
Conus anabathrum is een in zee levende slakkensoort uit het geslacht Conus. De slak behoort tot de familie Conidae. Conus anabathrum werd in 1865 beschreven door Crosse. Net zoals alle soorten binnen het geslacht Conus zijn deze slakken roofzuchtig en giftig. Zij bezitten een harpoenachtige structuur waarmee ze hun prooi kunnen steken en verlammen.